# Aquarium des lagons
L'aquarium des lagons, anciennement aquarium de Nouméa a été fondé en 1956 par le biologiste René Catala et sa femme Ida Stucki. Il est situé entre l'Anse Vata et la Baie des Citrons.

## Historique
L'ancien aquarium étant trop vétuste pour envisager une rénovation et une extension du bâtiment, l'obligation de construire un nouvel édifice finit donc par s'imposer. Malgré de nombreux délais qui ont retardé sa livraison de un puis de deux ans, sa réouverture a eu lieu le 31 août 2007.

## Caractéristiques
Cette nouvelle structure s’organise autour de 33 bacs, pour un volume total de l'ordre de 500 000 litres. Les volumes des bacs varient de 150 à 400 000 litres pour le plus grand. La surface utile est de 2 300 m2 pour une emprise au sol d’environ 1 830 m2. Le bâtiment est divisé en trois niveaux : le sous-sol qui comprend une galerie technique, un local plongeur, une salle de filtration pour le grand bassin. Le circuit de visite se déroule de plain-pied sur le premier niveau qui comprend également la salle pédagogique, la salle de cinéma, la boutique, l’infirmerie, l’accueil, le laboratoire et la cuisine pour les pensionnaires. Enfin, le deuxième étage regroupe les bureaux du personnel, la zone d’accès au grand bassin et au bassin nautile. 
La visite de cette nouvelle structure, plus grande et plus moderne, s’organise comme un voyage à travers les différents milieux aquatiques néo-calédoniens. La spécialité la plus connue de l’aquarium est la coraliculture et les coraux fluorescents qu’il accueille.

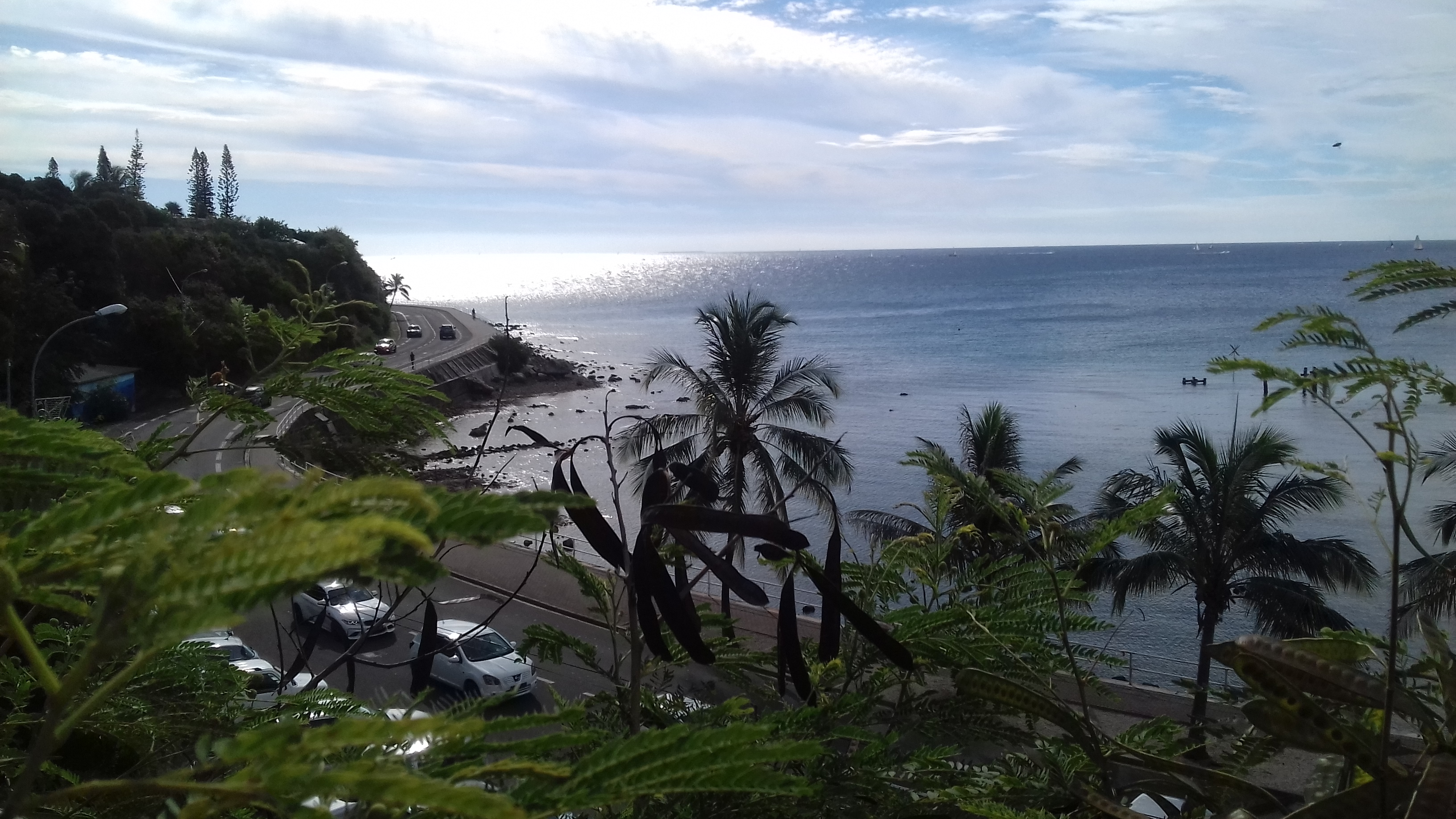
Vue de l'Aquarium des Lagons

Contrairement à nombre d’institutions du même genre, il présente un système ouvert en eau de mer (l’eau est puisée dans la Baie des Citrons) et en lumière naturelle.